# 貝尼贊提斯
36°06′41″N 0°39′49″E / 36.11139°N 0.66361°E

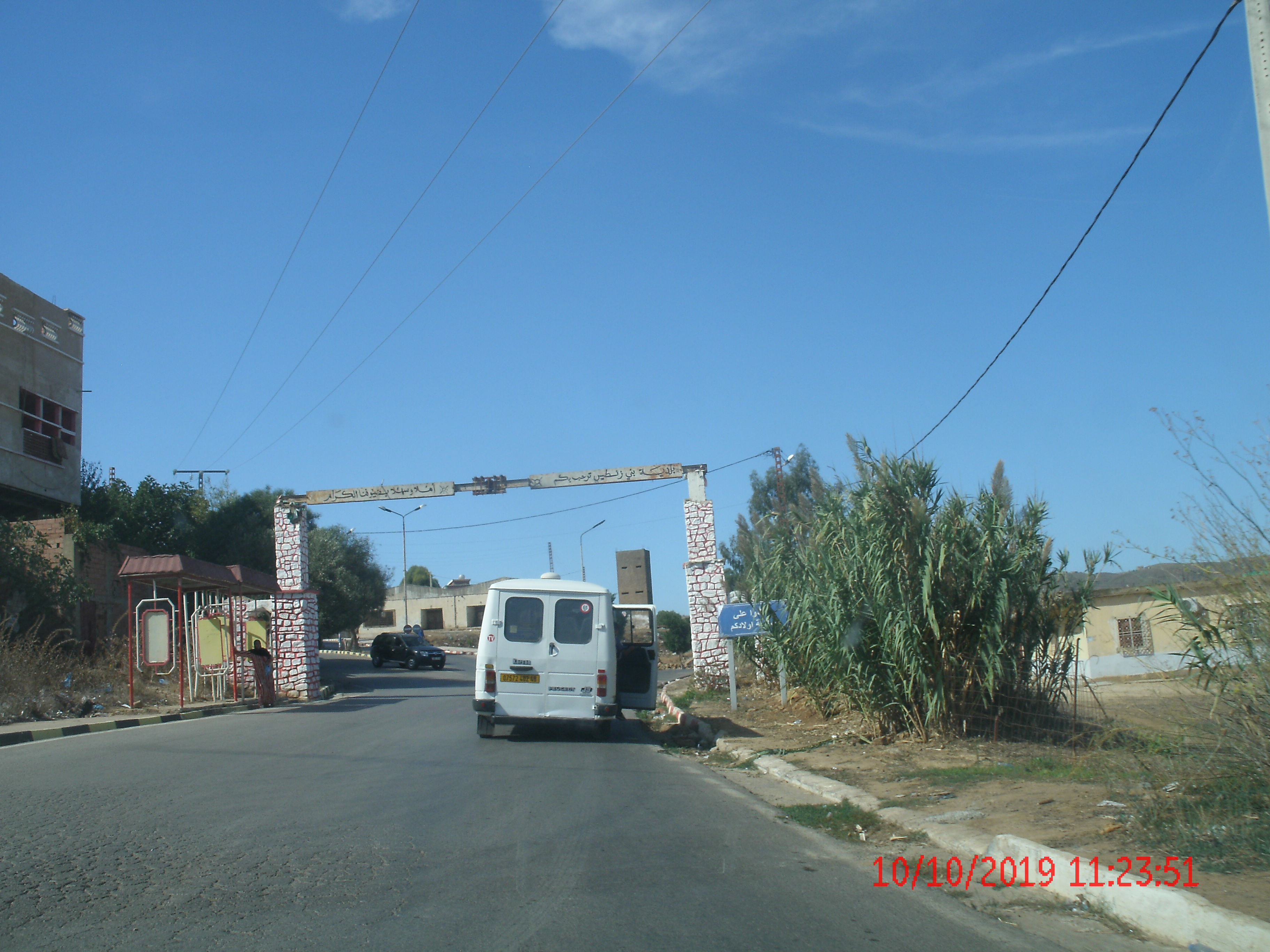
貝尼贊提斯

貝尼贊提斯（阿拉伯语：‎），是阿爾及利亞的城鎮，位於該國西北部埃利贊省，由西迪穆罕默德本阿里區負責管轄，面積92平方公里，2008年人口10,655，人口密度每平方公里116人。